# فرودگاه صحرایی دراختن
فرودگاه صحرایی دراختن (به انگلیسی: Drachten Airfield) (به زبان بومی: Vliegveld Drachten) یک فرودگاه همگانی است که یک باند فرود آسفالت و بتن دارد و طول باند آن ۹۵۰ متر است. این فرودگاه در شهر دراختن کشور هلند قرار دارد و در ارتفاع ۴ متری از سطح دریا واقع شده‌است.